# Hallsta, Ånge kommun
Hallsta är en småort i Borgsjö socken i Ånge kommun, Västernorrlands län.